# Lost in Translation - L'amore tradotto
Lost in Translation - L'amore tradotto (Lost in Translation) è un film del 2003, scritto e diretto da Sofia Coppola, con protagonisti Bill Murray e Scarlett Johansson. Il film ruota intorno al particolare rapporto tra l'attore in declino Bob Harris e la neolaureata Charlotte, nato in un grande hotel di Tokyo.
Il film ha ottenuto dei buoni giudizi critici ed è stato candidato a quattro premi Oscar, quelli di miglior film, miglior attore per Bill Murray, miglior regista per Sofia Coppola e miglior sceneggiatura originale ancora per Sofia Coppola, che si è aggiudicata proprio quest'ultima statuetta. Scarlett Johansson ha vinto un BAFTA per la miglior attrice protagonista.

## Trama
(Bob a Charlotte, nel bar dell'albergo)
Due statunitensi, il maturo Bob e la giovane Charlotte, si incontrano e fanno amicizia in un lussuoso albergo di Tokyo. Star del cinema in declino, Bob è in Giappone per girare uno spot pubblicitario di una marca di whisky della Suntory; il lavoro non lo entusiasma e ha sempre la sensazione che manchi qualcosa nelle traduzioni degli interpreti. Charlotte accompagna John, il marito, fotografo in ascesa che non rinuncia mai ad un incarico e per questo la trascura; le telefonate ad amici e famigliari lasciano intuire una situazione di grande solitudine interiore.
Bob e Charlotte passano molto tempo in albergo; la notte, presi entrambi dall'insonnia, si rifugiano al bar sempre aperto. Quando John parte per un impegno fuori città, i due passano più tempo insieme. Si conoscono sempre meglio, affrontano argomenti come il lavoro, il matrimonio e la famiglia (Bob ha moglie e due figli), escono, frequentano altre persone, vanno in qualche locale. La Tokyo allucinata delle luci e dei video game non fa per loro: più spesso restano in camera, parlano, si guardano e si capiscono perfettamente. Dopo aver accettato di partecipare ad uno show televisivo, nei giorni in cui Charlotte fa una escursione a Kyoto, Bob capisce che è il momento di ripartire.
Quella notte, tuttavia, la cantante del nightclub si avvicina a lui e i due passano la notte insieme. La mattina dopo Charlotte, passata a trovarlo per un invito a pranzo, lo capisce e si irrita. I due pranzano insieme e la ragazza è ancora molto fredda. La sera Bob le annuncia che tornerà a casa il giorno dopo e Charlotte si rattrista. I due passano un'ultima serata insieme al bar, dove dai loro sguardi e dalle loro parole è ancora evidente la magica alchimia che si è creata tra loro. Bob le confessa di non voler partire e Charlotte gli suggerisce di restare con lei.
La mattina dopo Bob sta per lasciare l'albergo e tra i due avviene un saluto imbarazzato e triste. Ma poi dal taxi verso l'aeroporto Bob rivede Charlotte che cammina per strada: si ferma, la raggiunge e i due si abbracciano teneramente. Bob le sussurra qualcosa all'orecchio e infine la bacia, sulle labbra e sulla guancia, mentre Charlotte piange. I due si salutano di nuovo, questa volta felici, e Bob va verso l'aeroporto.

## Produzione
(Sofia Coppola, 2003)
Sofia Coppola ha ideato Lost in Translation dopo molte visite a Tokyo nei suoi vent'anni, basando gran parte della storia sulle sue esperienze vissute lì. Coppola è stata attratta dalle luci neon di Tokyo e ha descritto l'hotel Park Hyatt, nel quale si svolgono la maggior parte delle scene interne del film, come uno dei suoi «luoghi preferiti al mondo». In particolare, è rimasta attratta dalla sua tranquillità, dal suo design e dalla sua «combinazione di culture diverse», che includono un bar di New York e un ristorante francese. Sofia Coppola ha definito il film un «biglietto di San Valentino» per Tokyo.
Coppola ha trascorso sei mesi a scrivere il film, iniziando con "racconti" e "impressioni" culminati in una sceneggiatura di 70 pagine. Voleva creare una storia «un po' più divertente e romantica» rispetto al suo film precedente, Il giardino delle vergini suicide, e ha trascorso poco tempo a progettarla o riscriverla.
Murray e Johansson non hanno realizzato audizioni prima delle riprese.
Sofia Coppola ha scritto il film pensando a Murray e ha detto che non ce l'avrebbe fatta senza di lui. Ha confessato che aveva sempre desiderato lavorare con Murray e che era attratta dal suo "lato dolce e amabile". Lo ha cercato tra cinque mesi e un anno, inviandogli incessantemente messaggi telefonici e lettere. Ha chiesto aiuto a Wes Anderson, che aveva diretto Murray in due film, e allo sceneggiatore Mitch Glazer, che era un loro amico comune. Coppola era arrivata al punto di chiedere aiuto all'attore Al Pacino, che all'epoca viveva nella stessa città di Murray. Nel luglio 2002, Coppola e Murray finalmente si sono incontrati in un ristorante e lui ha accettato di partecipare perché "non poteva deluderla".
Sofia Coppola ha notato per la prima volta Scarlett Johansson in Manny & Lo, e ha definito il suo comportamento "discreto" e "sottile", paragonandola a Lauren Bacall. Johansson, che all'epoca aveva 17 anni, ha immediatamente accettato la parte e Sofia Coppola si è detta molto felice della maturità che la Johansson era riuscita a portare al personaggio. Nello scrivere la storia, Coppola ha affermato di essere stata influenzata dalla relazione tra Humphrey Bogart e Lauren Bacall in The Big Sleep di Howard Hawks.

## Colonna sonora
La colonna sonora del film, assemblata sotto la supervisione di Brian Reitzell, è stata pubblicata dalla Emperor Norton Records il 9 settembre 2003 e comprende cinque canzoni di Kevin Shields, tra cui una del suo gruppo My Bloody Valentine.
Allmusic ha dato alla colonna sonora un punteggio di quattro stelle su cinque, evidenziando come "il romanzo impressionistico di Sofia Coppola dispone di una colonna sonora altrettanto impressionista e romantica, che interpreta un grande ruolo nel film, al pari di Bill Murray e Scarlett Johansson".

### Tracce
1. Intro/Tokyo – 0:34
2. Kevin Shields – City Girl – 3:48 (Kevin Shields)
3. Sébastien Tellier – Fantino – 3:12 (Sébastien Tellier)
4. Squarepusher – Tommib – 1:20 (Tom Jenkinson)
5. Death in Vegas – Girls – 4:26 (Tim Holmes, Richard McGuire)
6. Kevin Shields – Goodbye – 2:32 (Kevin Shields)
7. Phoenix – Too Young – 3:18 (Phoenix)
8. Happy End – Kaze wo Atsumete – 4:06 (Takashi Matsumoto, Haruomi Hosono)
9. Brian Reitzell e Roger J. Manning Jr. – On the Subway – 1:10 (Brian Reitzell, Roger J. Manning Jr.)
10. Kevin Shields – Ikebana – 1:38 (Kevin Shields)
11. My Bloody Valentine – Sometimes – 5:19 (Kevin Shields)
12. Air – Alone in Kyoto – 4:47 (Jean-Benoît Dunckel, Nicolas Godin)
13. Brian Reitzell e Roger J. Manning Jr. – Shibuya – 3:26 (Brian Reitzell, Roger Manning Jr.)
14. Kevin Shields – Are You Awake? – 1:35 (Kevin Shields)
15. The Jesus and Mary Chain – Just Like Honey – 3:01 (James McLeish Reid, William Reid)
16. Bill Murray, Roger J. Manning e Brian Reitzell – More than This (Traccia fantasma) – 1:35 (Bryan Ferry)

Tracce bonus nell'edizione giapponese
1. Brian Reitzell e Roger J. Manning Jr. – 50 Floors Up (Include la traccia fantasma More than This) – 3:21 (Brian Reitzell, Roger J. Manning Jr)

### Formazione
- Richard Beggs – sound design (tracce 1 e 13)
- Kevin Shields – produzione (tracce 2, 6, 10, 11 e 14), ingegneria del suono (tracce 2, 6, 10, 11 e 14)
- Brian Reitzell – batteria (tracce 2 e 14), ingegneria del suono (tracce 2, 6, 10, 11 e 14) produzione (tracce 9 e 13)
- Bryan Mills – basso (traccia 14), ingegneria del suono (tracce 2, 6, 10 e 14)
- James Brown – ingegneria del suono (tracce 2, 6, 10 e 14)
- Rob Kirwan – ingegneria del suono (tracce 2, 6, 10 e 14)
- Roger Joseph Manning Jr. – produzione (tracce 9 e 13)
- Justin Stanley – missaggio (tracce 9 e 13)
- Air – produzione (traccia 12)
- Nigel Godrich – missaggio (traccia 12)
- Dan Hersch – mastering
- Bill Inglot – mastering

## Accoglienza

### Incassi
Il film è stato un successo commerciale rispetto al suo costo di produzione, incassando quasi 120 milioni di dollari a fronte di un budget di soli 4 milioni.

### Critica
Lost in Translation ha ricevuto acclamazione universale da parte di critica e pubblico, fregiandosi del 95% di "freschezza" che il sito aggregatore di recensioni Rotten Tomatoes elargisce a film sottoposti al vaglio di un entourage di critici. La loro parabola critica afferma: "bilanciando efficacemente umorismo e pathos sottile, Sofia Coppola orchestra una storia commovente e melanconica che si configura come trampolino di lancio sia per Bill Murray che per Scarlett Johansson". Tra gli aspetti valorizzati della pellicola non figurano solo la sceneggiatura e la peculiare regia di Sofia Coppola, ma anche le performance di Bill Murray e Scarlett Johansson. Enfatizzando le interpretazioni dei protagonisti, il critico cinematografico Roger Ebert ha assegnato al film quattro stelle su quattro e l'ha definito il secondo miglior film dell'anno, affermando che "è dolce e triste allo stesso tempo e nel contempo sardonico e divertente".
Nella sua recensione per il The New York Times Elvis Mitchell ha affermato che "a 18 anni, l'attrice se la cava egregiamente nell'interpretare una donna di 25 anni usando la sua voce roca per inquadrare il livello di acidità nell'aria... La signorina Johansson non è pienamente veterana nella recitazione alla pari del signor Murray, ma la signorina Coppola aggira il problema usando la semplicità e la curiosità di Charlotte come componenti del suo carattere".

## Riconoscimenti
- 2004 - Premio Oscar
  - Migliore sceneggiatura originale a Sofia Coppola
  - Candidatura come Miglior film a Ross Katz e Sofia Coppola
  - Candidatura come Migliore regia a Sofia Coppola
  - Candidatura come Miglior attore protagonista a Bill Murray
- 2004 - Golden Globe
  - Miglior film commedia o musicale
  - Miglior attore in un film commedia o musicale a Bill Murray
  - Migliore sceneggiatura a Sofia Coppola
  - Candidatura come Migliore regia a Sofia Coppola
  - Candidatura come Miglior attrice in un film commedia o musicale a Scarlett Johansson
- 2004 - Premio BAFTA
  - Miglior attore protagonista a Bill Murray
  - Miglior attrice protagonista a Scarlett Johansson
  - Miglior montaggio a Sarah Flack
  - Candidatura come Miglior film a Ross Katz e Sofia Coppola
  - Candidatura come Migliore regia a Sofia Coppola
  - Candidatura come Migliore sceneggiatura originale a Sofia Coppola
  - Candidatura come Migliore fotografia a Lance Acord
  - Candidatura come Miglior colonna sonora a Kevin Shields e Brian Reitzell
- 2004 - Screen Actors Guild Award
  - Candidatura come Miglior attore protagonista a Bill Murray
- 2004 - Chicago Film Critics Association Award
  - Miglior attore protagonista a Bill Murray
  - Migliore sceneggiatura a Sofia Coppola
  - Migliore fotografia a Lance Acord
  - Candidatura come Miglior film
  - Candidatura come Migliore regia a Sofia Coppola
  - Candidatura come Miglior attrice protagonista a Scarlett Johansson
- 2005 - Premio César
  - Miglior film straniero a Sofia Coppola
- 2004 - David di Donatello
  - Candidatura come Miglior film straniero a Sofia Coppola
- 2003 - European Film Awards
  - Candidatura come Miglior film internazionale a Sofia Coppola
- 2004 - Independent Spirit Award
  - Miglior film a Ross Katz e Sofia Coppola
  - Miglior regia a Sofia Coppola
  - Miglior attore protagonista a Bill Murray
  - Migliore sceneggiatura a Sofia Coppola
- 2004 - Nastro d'argento
  - Regista del miglior film straniero a Sofia Coppola
- 2003 - Las Vegas Film Critics Society Awards
  - Candidatura come Miglior film
  - Candidatura come Miglior regia a Sofia Coppola
  - Candidatura come Miglior attore protagonista a Bill Murray
  - Candidatura come Miglior sceneggiatura a Sofia Coppola
- 2004 - MTV Movie Award
  - Candidatura come Miglior performance maschile a Bill Murray
  - Candidatura come Miglior performance rivelazione femminile a Scarlett Johansson
- 2003 - National Board of Review Awards
  - Migliori dieci film
  - Premio Speciale a Sofia Coppola (per aver scritto, diretto e prodotto)
- 2003 - Satellite Award
  - Miglior film commedia o musicale
  - Miglior attore in un film commedia o musicale a Bill Murray
  - Migliore sceneggiatura originale a Sofia Coppola
  - Candidatura come Migliore regia a Sofia Coppola
  - Candidatura come Miglior attrice non protagonista in un film commedia o musicale a Scarlett Johansson
- 2003 - Boston Society of Film Critics Award
  - Miglior regia a Sofia Coppola
  - Miglior attore protagonista a Bill Murray
  - Miglior attrice protagonista a Scarlett Johansson
  - Candidatura come Miglior film
  - Candidatura come Miglior sceneggiatura a Sofia Coppola
- 2004 - Critics' Choice Movie Award
  - Candidatura come Miglior film
  - Candidatura come Migliore regia a Sofia Coppola
  - Candidatura come Miglior attore protagonista a Bill Murray
  - Candidatura come Miglior attrice non protagonista a Scarlett Johansson
  - Candidatura come Miglior sceneggiatore a Sofia Coppola
- 2004 - Central Ohio Film Critics Association Awards
  - Miglior film
  - Miglior sceneggiatura originale a Sofia Coppola
  - Candidatura come Miglior regia a Sofia Coppola
  - Candidatura come Miglior attore protagonista a Bill Murray
- 2004 - Los Angeles Film Critics Association Award
  - Miglior attore protagonista a Bill Murray
  - Premio per la miglior generazione a Scarlett Johansson
  - Candidatura come Miglior film
- 2004 - MTV Movie Awards México
  - Candidatura come Americano/a più divertente in Giappone a Bill Murray
- 2003 - New York Film Critics Circle Award
  - Migliore regia a Sofia Coppola
  - Miglior attore protagonista a Bill Murray
  - Candidatura come Miglior sceneggiatura a Sofia Coppola
- 2003 - Phoenix Film Critics Society Awards
  - Miglior performance rivelazione (dietro la camera) a Sofia Coppola
  - Candidatura come Miglior film
  - Candidatura come Miglior regia a Sofia Coppola
  - Candidatura come Miglior attore protagonista a Bill Murray
  - Candidatura come Miglior attrice protagonista a Scarlett Johansson
  - Candidatura come Miglior performance rivelazione (sullo schermo) a Scarlett Johansson
  - Candidatura come Miglior sceneggiatura originale a Sofia Coppola
- 2005 - Premio Robert
  - Miglior film statunitense a Sofia Coppola
- 2003 - Southeastern Film Critics Association Awards
  - Miglior attore protagonista a Bill Murray
  - Miglior sceneggiatura originale a Sofia Coppola
  - Candidatura come Miglior film
  - Candidatura come Miglior regia a Sofia Coppola
- 2003 - Semana Internacional de Cine de Valladolid
  - Premio Pilar Miró per il miglior nuovo regista a Sofia Coppola
  - Candidatura come Premio FIPRESCI a Sofia Coppola
  - Candidatura come Espiga de oro a Sofia Coppola
- 2003 - Festival di Venezia
  - Upstream Prize a Scarlett Johansson
  - Lina Mangiacapre Award a Sofia Coppola
- 2004 - AFI Award
  - Film dell'anno
- 2004 - Eddie Award
  - Candidatura come Miglior montaggio in un film commedia o musicale a Sarah Flack
- 2004 - AACTA Award
  - Candidatura come Miglior film straniero a Sofia Coppola e Ross Katz
- 2005 - Premio Bodil
  - Miglior film statunitense a Sofia Coppola
- 2004 - Dallas-Fort Worth Film Critics Association Awards
  - Candidatura come Miglior attore protagonista a Bill Murray
  - Candidatura come Miglior attrice protagonista a Scarlett Johansson
- 2004 - DGA Award
  - Candidatura come Miglior regia a Sofia Coppola
- 2004 - Film Critics Circle of Australia Awards
  - Miglior film straniero
- 2005 - Fotogramma d'argento
  - Miglior film straniero a Sofia Coppola
- 2004 - German Film Awards
  - Miglior film straniero a Sofia Coppola
- 2004 - Golden Trailer Awards
  - Miglior film indipendente
- 2005 - Guldbagge Award
  - Candidatura come Miglior film straniero a Sofia Coppola
- 2004 - Irish Film and Television Award
  - Candidatura come Miglior film internazionale
  - Candidatura come Miglior attore internazionale a Bill Murray
  - Candidatura come Miglior attrice internazionale a Scarlett Johansson
  - Candidatura come Miglior colonna sonora a Kevin Shields
- 2004 - London Critics Circle Film Awards
  - Candidatura come Attore dell'anno a Bill Murray
- 2004 - National Society of Film Critics Awards
  - Miglior attore protagonista a Bill Murray
  - Candidatura come Miglior film
  - Candidatura come Miglior regia a Sofia Coppola
  - Candidatura come Miglior fotografia a Lance Acord
- 2004 - Palm Springs International Film Festival
  - Premio della stella nascente a Scarlett Johansson
- 2003 - São Paulo International Film Festival
  - Migliore in competizione a Sofia Coppola
- 2004 - Teen Choice Awards
  - Candidatura come Miglior rivelazione femminile a Scarlett Johansson
- 2004 - WGA Award
  - Miglior sceneggiatura a Sofia Coppola
- 2003 - African-American Film Critics Association
  - Migliori dieci film
- 2004 - American Screenwriters Association
  - Candidatura come Miglior sceneggiatura a Sofia Coppola
- 2004 - Art Directors Guild
  - Candidatura come Miglior scenografia a K.K. Barrett, Anne Ross, Mayumi Tomita e Rika Nakanishi
- 2005 - Association of Polish Filmmakers Critics Awards
  - Miglior film straniero
- 2003 - Athens International Film Festival
  - Golden Athena a Sofia Coppola
- 2003 - Awards Circuit Community Awards
  - Miglior sceneggiatura originale a Sofia Coppola
  - Candidatura come Miglior film a Sofia Coppola e Ross Katz
  - Candidatura come Miglior regia a Sofia Coppola
  - Candidatura come Miglior attore protagonista a Bill Murray
  - Candidatura come Miglior attrice protagonista a Scarlett Johansson
- 2004 - Bangkok International Film Festival
  - Candidatura come Miglior film a Sofia Coppola
- 2004 - Chlotrudis Awards
  - Miglior film
  - Miglior regia a Sofia Coppola
  - Miglior sceneggiatura originale a Sofia Coppola
  - Candidatura come Miglior attore protagonista a Bill Murray
  - Candidatura come Miglior attrice protagonista a Scarlett Johansson
  - Candidatura come Miglior fotografia a Lance Acord
- 2005 - Cinema Brazil Grand Prize
  - Candidatura come Miglior film straniero
- 2005 - Cinema Writers Circle Awards
  - Candidatura come Miglior film straniero
- 2005 - Czech Lions
  - Candidatura come Miglior film straniero a Sofia Coppola
- 2004 - Directors Guild of Great Britain
  - Candidatura come Miglior regista straniero a Sofia Coppola
- 2004 - Florida Film Critics Circle Awards
  - Miglior sceneggiatura a Sofia Coppola
- 2005 - French Syndicate of Cinema Critics
  - Miglior film straniero a Sofia Coppola
- 2010 - Gold Derby Film Awards
  - Candidatura come Miglior attore del decennio a Bill Murray
- 2004 - Gold Derby Film Awards
  - Miglior attore protagonista a Bill Murray
  - Miglior sceneggiatura originale a Sofia Coppola
  - Candidatura come Miglior film a Ross Katz e Sofia Coppola
  - Candidatura come Miglior regia a Sofia Coppola
  - Candidatura come Miglior attrice protagonista a Scarlett Johansson
  - Candidatura come Miglior fotografia a Lance Acord
  - Candidatura come Miglior montaggio a Sarah Flack
- 2004 - Guild of German Art House Cinemas
  - Miglior film straniero a Sofia Coppola
- 2004 - International Cinephile Society Awards
  - Miglior attore a Bill Murray
  - Miglior sceneggiatura originale a Sofia Coppola
  - Candidatura come Miglior film
- 2004 - Iowa Film Critics Awards
  - Miglior film
  - Miglior attore a Bill Murray
- 2003 - New York Film Critics, Online
  - Miglior film
  - Migliori film dell'anno
  - Miglior regia a Sofia Coppola
  - Miglior attore protagonista a Bill Murray
  - Miglior attrice non protagonista a Scarlett Johansson
- 2004 - Online Film & Television Association
  - Miglior sceneggiatura originale a Sofia Coppola
  - Candidatura come Miglior film a Sofia Coppola e Ross Katz
  - Candidatura come Miglior regia a Sofia Coppola
  - Candidatura come Miglior attore a Bill Murray
  - Candidatura come Miglior attrice a Scarlett Johansson
  - Candidatura come Miglior canzone originale (More than This) a Bryan Ferry e Bill Murray
  - Candidatura come Miglior montaggio a Sarah Flack
  - Candidatura come Miglior momento cinematico (La scena dell'addio)
  - Candidatura come Miglior website ufficiale
- 2004 - Online Film Critics Society Awards
  - Miglior attore protagonista a Bill Murray
  - Miglior sceneggiatura originale a Sofia Coppola
  - Candidatura come Miglior film
  - Candidatura come Miglior regia a Sofia Coppola
  - Candidatura come Miglior attrice protagonista a Scarlett Johansson
  - Candidatura come Miglior colonna sonora originale a Brian Reitzell e Kevin Shields
- 2003 - San Francisco Film Critics Circle
  - Miglior film
  - Miglior attore protagonista a Bill Murray
- 2005 - Sant Jordi Awards
  - Miglior attore straniero a Bill Murray
  - Miglior attrice straniera a Scarlett Johansson
- 2003 - Seattle Film Critics Awards
  - Miglior regia a Sofia Coppola
  - Miglior attore protagonista a Bill Murray
  - Miglior sceneggiatura originale a Sofia Coppola
  - Candidatura come Miglior film
  - Candidatura come Miglior colonna sonora a Brian Reitzell, Kevin Shields e William Storkson
- 2003 - Toronto Film Critics Association Awards
  - Miglior film
  - Miglior performance maschile a Bill Murray
  - Miglior sceneggiatura a Sofia Coppola
- 2004 - U.S. Comedy Arts Festival
  - Commedia dell'anno
  - Miglior regia in un film commedia a Sofia Coppola
  - Miglior attore in un film commedia a Bill Murray
  - Miglior sceneggiatura a Sofia Coppola
- 2003 - Utah Film Critics Association Awards
  - Miglior attore a Bill Murray
  - Miglior sceneggiatura a Sofia Coppola
  - Candidatura come Miglior film
  - Candidatura come Miglior regia a Sofia Coppola
- 2004 - Vancouver Film Critics Circle
  - Miglior film
  - Candidatura come Miglior regia a Sofia Coppola
  - Candidatura come Miglior attore protagonista a Bill Murray
  - Candidatura come Miglior attrice protagonista a Scarlett Johansson
- 2003 - Village Voice Film Poll
  - Miglior film
  - Miglior performance a Bill Murray
  - Candidatura come Miglior regia a Sofia Coppola
  - Candidatura come Miglior sceneggiatura a Sofia Coppola
  - Candidatura come Miglior fotografia a Lance Acord
- 2004 - Washington DC Area Film Critics Association Awards
  - Miglior attore protagonista a Bill Murray
  - Miglior sceneggiatura originale a Sofia Coppola
  - Candidatura come Miglior film
  - Candidatura come Miglior regia a Sofia Coppola